# Kameanîste, Zolociv
Kameanîste (în ucraineană Кам'янисте) este un sat în comuna Pidlîpți din raionul Zolociv, regiunea Liov, Ucraina.

## Demografie
Componența lingvistică a localității Kameanîste
     Ucraineană (100%)
Conform recensământului din 2001, toată populația localității Kameanîste era vorbitoare de ucraineană (100%).